# 丸山敦史
丸山 敦史（まるやま あつし、1983年6月11日 - ）は、日本の俳優である。神奈川県出身。以前はバーニングプロダクションに所属していた。

## 略歴
- 2007年、テレビドラマ『風魔の小次郎』紫炎役でデビュー。後に舞台版でも同じ紫炎役を演じている。
- 2008年9月、舞台『最遊記歌劇伝-Go to the West-』に沙悟浄役で出演。
- 2009年7月24日、アメーバブログからダイヤモンドブログに移行した。
- 2013年、テレビドラマ『獣電戦隊キョウリュウジャー』で空蝉丸 / キョウリュウゴールド役で出演。
- 2015年7月13日、ダイヤモンドブログからアメーバブログに移行した。
- 2017年6月から2018年10月まで、ニコニコ生放送の『昭和のニオイ』チャンネルにおいて、キョウリュウジャーで共演した金城大和と共にMCを務めた。
- 2021年10月31日、長年所属していたバーニングプロダクションを退所したことをTwitterで発表した[2]。

## 人物
- 身長182cm、ふたご座のB型。左利き[3]。
- 趣味は旅行、舞台・映画鑑賞。詩を読むこと[3]。
- 特技は殺陣、野球、水泳、ボウリング[3]。
- 幼稚園のころの夢は『高速戦隊ターボレンジャー』になること[4]。
- 中学校と高校の教員免許を持っている（社会科と日本史）。
- 25歳の誕生日を迎えた際、自分に宛てた手紙を書いた。
- テレビドラマ・舞台『風魔の小次郎』では紫色のカツラを着用し、注目を集めていた。

## 出演

### テレビドラマ
- 風魔の小次郎（2007年、TOKYO MX 他） - 紫炎 役
- 愛の劇場再婚一直線! 第26話 -（2008年、TBS 他） - 池波翔吾 役
- 超人ウタダ（2009年、WOWOW） - 青山真二 役
- 怨み屋本舗REBOOT 第7・8話（2009年、テレビ東京） - 田丸孝司 役
- 警視庁継続捜査班 第4話（2010年8月12日、テレビ朝日） - 若木 役
- 月曜ゴールデン（TBS）
  - 警部・柘植京介 超高層ホテルの死角（2010年9月13日）- 従業員 役
  - 十津川警部シリーズ47 熱海・湯河原殺人事件（2012年4月16日）- 長友進 役
- お正月時代劇戦国疾風伝 二人の軍師 秀吉に天下を獲らせた男たち（2011年1月2日、テレビ東京） - 尼子勝久 役
- 美咲ナンバーワン!! 第1話（2011年1月12日、日本テレビ） - 黒服 役
- 3週連続 罪と女とミステリー 破婚の条件（2011年8月26日、フジテレビ） - 水島敦 役
- 金曜プレステージ（フジテレビ） 
  - アンフェアスピンオフスペシャルドラマ『ダブル・ミーニング』シリーズ - 坂本高志刑事 役
    - 〜二重定義〜（2011年9月23日）
    - ～Yes or No？〜（2013年3月1日）

  - 特別企画悪女たちのメス（2011年12月9日）- 看護師（丸山和也） 役
- 水曜ミステリー9落としの鬼 刑事 澤千夏（2012年2月1日、テレビ東京）- 辻井健太郎 役
- スーパー戦隊シリーズ（テレビ朝日）
  - 獣電戦隊キョウリュウジャー（2013年4月14日 - 2014年2月9日） - 空蝉丸 / キョウリュウゴールド 役
  - 王様戦隊キングオージャー 第32話（2023年10月8日） - キョウリュウゴールド（声） 役[5]
- 同窓生〜人は、三度、恋をする〜（2014年7月10日 - 9月11日、TBS 他） - ヒロ（永瀬ヒロト） 役
- セシルのもくろみ 第5話（2017年8月10日、フジテレビ） - マネージャー 役
- 大河ドラマ 青天を衝け（2021年、NHK） - 林忠五郎 役
- 寺西一浩 ドラマ〜人生いろいろ〜（2022年12月11日、TOKYO MX）- 若田部淳一 役

### 映画
- さくら、さくら 〜サムライ化学者・高峰譲吉の生涯〜（2011年、アステア） - 上中啓三 役
- スーパー戦隊シリーズ（東映）
  - 仮面ライダー×スーパー戦隊×宇宙刑事 スーパーヒーロー大戦Z（2013年4月27日） - キョウリュウゴールド（声） 役
  - 劇場版 獣電戦隊キョウリュウジャー ガブリンチョ・オブ・ミュージック（2013年8月3日） - 空蝉丸 / キョウリュウゴールド 役
  - 獣電戦隊キョウリュウジャーVSゴーバスターズ 恐竜大決戦! さらば永遠の友よ（2014年、1月18日） - 空蝉丸 / キョウリュウゴールド 役
  - 烈車戦隊トッキュウジャーVSキョウリュウジャー THE MOVIE（2015年1月17日） - 空蝉丸 / キョウリュウゴールド 役
  - 仮面ライダー×スーパー戦隊 超スーパーヒーロー大戦（2017年3月25日） - 空蝉丸 / キョウリュウゴールド 役
- 俺たち賞金稼ぎ団（2014年、東映） - 金原寿朗 役
- Mr.マックスマン（2015年10月17日、KATSU-do） - 島崎英二 役
  - Bros.マックスマン（2017年1月7日） - 島崎英二 役
  - N.Y.マックスマン（2018年2月17日） - 島崎英二 役
- KABUKI DROP（2016年6月25日、HIGH BROW CINEMA） - 三日月 / 丸山敦史・本人 役
- 9 〜ナイン〜（2018年2月17日、MIRAI PICTURES JAPAN） - 風間亮 役
- 青春ディスカバリーフィルム　ポケットの中のビスケット（2018年3月17日、トキメディアワークス） - 佐々木彰史 役

### Webドラマ
- 神児遊助のげんきのでる恋（2009年、BeeTV） - 京平 役
- 30ハケン女が就職する方法（2010年、BeeTV） - 青年 役
- 湘南☆夏恋物語（2011年8月1日 - BeeTV、毎週水曜日、10分×全12話） - 北沢光太郎 役
- 勇敢戦隊ブレイブフロンティア（2018年2月12日 - 5月31日、『ブレイブフロンティア』公式サイト内 / YouTube） - 雷のブレイブ エゼル 役
- 獣電戦隊キョウリュウジャー ブレイブ33.5 これぞブレイブ!たたかいのフロンティア（2018年2月12日 - 5月31日、『ブレイブフロンティア』公式サイト内 / YouTube） - 空蝉丸 / キョウリュウゴールド 役
- 王様戦隊キングオージャー IN SPACE（2024年11月10日、東映特撮ファンクラブ） - 空蝉丸 役[6]

### CM
- バンダイ「キョウリュウゴールド変身シリーズ」（2013年）

### 舞台
- 舞台版風魔の小次郎（2008年3月、新宿シアターアプル） - 紫炎 役
- ちょっと×3=ドッペルゲンガー（2008年2月、シアター風姿花伝）
- 最遊記歌劇伝 -Go to the West-（2008年9月、天王洲 銀河劇場） - 沙悟浄 役
- 最遊記歌劇伝 -Dead or Alive-（2009年3月、サンシャイン劇場 / 4月、イオン化粧品シアターBRAVA！） - 沙悟浄 役
- 殺し屋シュウ 〜シュート・ミー〜（2009年9月、銀座博品館劇場） - サーファー 役
- タクラマカン（2010年3月、日暮里サニーホール） - ハルキ 役
- リバースヒストリカ（2010年5月、六行会ホール） - 浜崎 / 明智光秀 役
- SAMURAI 7（2010年11月 - 12月、2012年3月 - 4月、青山劇場） - ヒョーゴ 役
- MISSING LINK（2011年9月、シアターサンモール） - 山田やすし 役
- Model's Heart（2012年4月、文化シヤッターBXホール） - 面道アタル 役
- 謎解きはディナーのあとで（2012年8月 - 9月、天王洲 銀河劇場） - 細山照也 役
- 里見八犬伝（2014年10月 - 12月、東京：新国立劇場 中劇場 / 大阪：イオン化粧品シアターBRAVA！ / 九州：北九州ソレイユホール / 香川：アルファあなぶきホール / 千葉：南総文化ホール） - 犬村大角 役
- カレーライフ（2015年10月 - 11月、東京：Zeppブルーシアター六本木 / 九州：熊本県立劇場 演劇ホール / 大阪：森ノ宮ピロティホール） - コジロウ 役
- 俺たち賞金稼ぎ団（2015年12月、シアター1010） - 金原寿朗 役
- 刀舞鬼 -KABUKI-（2016年2月 - 3月、東京：天王洲 銀河劇場 / 大阪：森ノ宮ピロティホール） - 三日月 役
- 闇狩人（2016年5月 - 6月、東京：天王洲 銀河劇場 / 九州：北九州芸術劇場 / 大阪：森ノ宮ピロティホール） - 皇静馬 役
- 真田十勇士（2016年9月 - 10月、東京：新国立劇場 中劇場 / 神奈川：KAAT神奈川芸術劇場 / 兵庫：兵庫県立芸術文化センター KOBELCO 大ホール） - 由利鎌之助 役
- さらば俺たち賞金稼ぎ団（2017年2月、シアター1010） - 金原寿朗 役[7]
- 里見八犬伝（2017年4月 - 5月、千葉：南総文化ホール 大ホール / 東京：文京シビックホール 大ホール / 大阪：梅田芸術劇場メインホール / 高松：レクザムホール / 高知：高知県立県民文化ホール / 長崎：長崎ブリックホール / 福岡：福岡サンパレス / 金沢：本多の森ホール / 広島：広島文化学園HBGホール / 愛知：刈谷市総合文化センターアイリス 大ホール / 青森：リンクステーションホール青森 / 宮城：東京エレクトロンホール宮城 / 東京：新宿文化センター 大ホール） - 犬村大角 役
- ピカレスク◆セブン（2018年1月、東京：サンシャイン劇場 / 大阪：サンケイホールブリーゼ / 愛知：岡崎市民会館あおいホール） - 悪の秘密結社の大首領 役
- ローエングリン（2018年2月、東京文化会館 大ホール） - ローエングリン（青年時代） 役
- トランジット・コメディアンズのコント集～2018・夏～（2018年8月、博品館劇場）
- 魔界転生（2018年10月 - 12月、福岡：博多座 / 東京：明治座 / 大阪：梅田芸術劇場メインホール） - 戸田五太夫、森宗意軒 役
- 邪悪・ナイト・ライジング 〜ダレンジャーズ・エピソード0〜（2019年4月、築地ブディストホール） - 阿久津正斗 役
- 男子はつらくないよ？？（2019年8月、有楽町よみうりホール） - なおき 役
- Get Back！！（2019年9月、俳優座劇場） - 加藤先生 役
- 冒険者たちのホテル〜ドラゴンクエストXに集いし仲間たち〜（2019年12月、俳優座劇場） - 安西 役
- ダレンジャーズ2～エンド・オブ・ウォー～（2020年1月、六行会ホール） - 阿久津正斗 役
- 盾の勇者の成り上がり（2020年版、上演延期（ゲネプロのみ映像ソフト化された）、大阪：COOL JAPAN PARK OSAKA TTホール / 東京：シアターサンモール） - エルハルト 役
- バスタ新宿発青森行き夜行バスは殺人ばかり（上演延期、新宿シアターモリエール） - 眠り続ける男 役
- 盾の勇者の成り上がり（2021年7月、シアターサンモール） - エルハルト 役
- 本能寺オテロ（2022年1月、コフレリオ新宿シアター） - 織田信長 役[8]
- 探求（2022年6月、赤坂レッドシアター）- 條辺 役
- 逆転満塁サヨナラ、またね（2022年8月、BIG TREE THEATER）- 飲一茶 役
- また明日ね（2023年2月、ザ・ポケット(中野)）- 伊集院一郎、伊集院恵一 役
- キ上の空論#18「けむりの肌に」（2023年4月、CBGKシブゲキ!!）- 田村宗二 役
- パフォーマンスユニットTWTvol.12「SANADA Ⅺ」（2023年6月、吉祥寺シアター）- 服部半蔵 役
- キ上の空論 獣三作 一作め「けもののおとこ」（2024年3月、紀伊國屋ホール）[9]　- ハルミ / 杉田 / 男 役
- 鉄火のいろは 幕末火消四十八景（2024年11月、コフレリオ新宿シアター）- 月岡芳年 役
- キ上の空論「人骨のやらかい」（2025年6月、紀伊國屋サザンシアター TAKASHIMAYA）[10]　- ヒマラヤ 役

### オリジナルビデオ
- スーパー戦隊シリーズ
  - 獣電戦隊キョウリュウジャー でたァ〜ッ! まなつのアームド・オンまつり!!（2013年） - 空蝉丸 / キョウリュウゴールド 役
  - 帰ってきた獣電戦隊キョウリュウジャー 100 YEARS AFTER（2014年6月20日） - ウッピー / キョウリュウバイオレット / キョウリュウゴールド、空蝉丸 / キョウリュウゴールド 役
  - 王様戦隊キングオージャーVSキョウリュウジャー（2024年10月9日） - 空蝉丸 役[11]

### インターネット
- 丸山敦史・金城大和「昭和のニオイ」チャンネル（2017年6月 - 2018年10月、ニコニコ生放送） - 金城大和と共にレギュラー出演

### 玩具
- 獣電戦隊キョウリュウジャー ガブリボルバー -MEMORIAL EDITION-（2024年6月27日）